# Drymophloeus
Drymophloeus je manji biljni rod iz porodice palmovki. Sastoji se od dvije ili tri (Kew) vrste sa Moluka i Nove Gvineje. Samoansku vrstu Drymophloeus whitmeeanus Becc., neki autori svrstavaju u rod Balaka, kao Balaka insularis. Vrsta D. oliviformis je gotovo izumrla u divljini.

## Etimologija
Ime roda dolazi od drymos — drvo, phloios — kora, ali razlog izbora imena nije objašnjen i ostaje nejasan. (Dransfield, J., Uhl, N., Asmussen, C., Baker, W.J., Harley, M. i Lewis, C. 2008: Genera Palmarum.

## Koristi
Crno drvo debla koristi se za izradu kopalja, vrhova strijela i drugih predmeta. Neke se vrste uzgajaju kao ukrasne biljke u vlažnim tropskim područjima. (Dransfield, J., Uhl, N., Asmussen, C., Baker, W.J., Harley, M. i Lewis, C. 2008: Genera Palmarum.
Rod je opisan u Alg. Konst- Lett.-Bode 1: 297 (1829)

## Vrste
1. Drymophloeus litigiosus (Becc.) H.E.Moore
2. Drymophloeus oliviformis (Giseke) Mart.